# Lasius obliteratus
Lasius obliteratus är en myrart som först beskrevs av Oswald Heer 1850.  Lasius obliteratus ingår i släktet Lasius och familjen myror. Inga underarter finns listade i Catalogue of Life.